# Mighty B
Mighty B (ang. The Mighty B!, 2008-2011) – amerykański serial animowany. Premiera serialu w USA na kanale Nickelodeon nastąpiła 26 kwietnia 2008 roku, w Polsce od 5 września 2009 roku.

## Opis fabuły
Bessie Kajolica Higgenbottom jest harcerką z drużyny Miodowe Pszczółki (ang. Honeybee), która z determinacją stara się zdobyć wszelkie możliwe odznaki w historii swojej drużyny. Jeśli jej się to uda, stanie się superbohaterką, zwaną Mighty B. Bessie często pomaga w zadaniach jej pies Happy, brat Ben i najlepsza przyjaciółka Penny.

## Bohaterowie
- Bessie Kajolica Higgenbottom – dziewięcioletnia harcerka z drużyny „Miodowe Pszczółki”. Zawsze nosi pomarańczową koszulkę z szarfą z odznaczeniami, ma pomarańczowe włosy z warkoczami, nosi okulary. Jest bardzo aktywna, lubi pomagać, co nie wszystkim pasuje. Często pokazuje też po prostu swoją głupotę (np.: odcinek Tajemnica Portii, gdzie Bessie próbuje nieskutecznie dowieść, że Portia jest kosmitką), lub łatwowierność (odc.: Niania, gdzie Bessie uwierzyła Portii i Gwen, że istnieje odznaka za wychowanie dziecka). Własnoręcznie zbudowała atrapę ula w ludzkiej skali na dachu swojego mieszkania, gdzie często przesiaduje i się naradza ze swoimi przyjaciółmi. Czasami pokazywane są sceny, w których zamienia się w superbohaterkę zwaną Mighty B, jednak są to tylko wyobrażenia Bessie. Ma psa imieniem Happy. Ma uczulenie na pióra (odc.:Super tajna słabość). Jej drugie imię - Kajolica jest przeklęte.
- Happy Walter Higgenbottom – pies Bessie. Ma niebieską sierść. Bardzo jest przywiązany do swojej właścicielki. W młodości stracił swoją matkę, która do dzisiaj nie została odnaleziona (odc.:Sierotka Happy).
- Benjamin "Ben" Higgenbottom – sześcioletni brat Bessie. Często odmawia pomocy ze strony Bessie.
- Hilary Higgenbottom – matka Bessie i Benjamina.
- Palec – palec Bessie, często ona z nim rozmawia.
- Penelope "Penny" Lefkowitz – przyjaciółka Bessie. Także należy do Miodowych Pszczółek.
- Mary Frances Gibbons – drużynowa oraz matka Portii.
- Portia Gibbons – córka drużynowej, najlepsza przyjaciółka Gwen. Nazywa Bessie "Brzydzią" i dokucza jej wraz z Gwen. Podkochuje się w Rocky'im. Często wpada w szał. Jest ubrana w niebiesko-białą bluzkę z krótką spódnicą, długie skarpetki, sandały, ma żółte włosy z kokardą.
- Gwen – najlepsza przyjaciółka Portii. Razem z nią dokucza Bessie. Ma czarne włosy, nosi czerwono-białą bluzkę, różowe sportowe spodnie, różowe skarpety i czarne tenisówki.
- Rocky Rhodes – przyjaciel Bessie. Jest w zespole który nazywa się "Integratoni", jest basistą.

## Obsada
- Amy Poehler
- Dee Bradley Baker
- Andy Richter
- Megan Cavanagh
- Dannah Feinglass
- Sarah Thyre
- Grey DeLisle
- Jessica DiCicco
- Kenan Thompson

## Odcinki
Premiery w Polsce:
- Nickelodeon Polska –
  - I seria (bez odcinka 20) - 5 września 2009 roku,
  - II seria (odcinek 21) - 29 lipca 2010 roku,
  - I seria (odcinek 20) - 13 listopada 2010 roku,
  - II seria (odcinki 22-30) - 14 listopada 2010 roku,
  - II seria (odcinki 31-40) - nieemitowany.

### Spis odcinków
| Premiera odcinka | N/o | Polski tytuł                | Angielski tytuł                     |
| ---------------- | --- | --------------------------- | ----------------------------------- |
|                  |     |                             |                                     |
| SERIA PIERWSZA   |     |                             |                                     |
|                  |     |                             |                                     |
| 05.09.2009       | 01  | Happy                       | So Happy Together                   |
| 05.09.2009       | 01  | Ćwierć centymetra           | Sweet Sixteenth                     |
|                  |     |                             |                                     |
| 06.09.2009       | 02  | Niania                      | Bee My Baby                         |
| 06.09.2009       | 02  | Boję się                    | Bee Afraid                          |
|                  |     |                             |                                     |
| 12.09.2009       | 03  | Emilka                      | Artificial Unintelligence           |
| 12.09.2009       | 03  | Zespół                      | We Got The Bee                      |
|                  |     |                             |                                     |
| 13.09.2009       | 04  | Nieproszeni goście          | Bat Mitzvah Crashers                |
| 13.09.2009       | 04  | Super tajna słabość         | Super Secret Weakness               |
|                  |     |                             |                                     |
| 19.09.2009       | 05  | Jasnowidzka                 | An I See Bee                        |
| 19.09.2009       | 05  | Tajemnica Portii            | Woodward and Beesting               |
|                  |     |                             |                                     |
| 20.09.2009       | 06  | Francuski kuzyn             | Doppelfinger                        |
| 20.09.2009       | 06  | Mały Danny                  | Little Womyn                        |
|                  |     |                             |                                     |
| 26.09.2009       | 07  | Sierotka Happy              | Li’l Orphan Happy                   |
| 26.09.2009       | 07  | W środku ciała              | Body Rockers                        |
|                  |     |                             |                                     |
| 27.09.2009       | 08  | Praktykantka                | The Apprentice                      |
| 27.09.2009       | 08  | Zdrajca                     | Beenadict Arnold                    |
|                  |     |                             |                                     |
| 03.10.2009       | 09  | Gość z Bostonu              | Boston Beean                        |
| 03.10.2009       | 09  | Penny kocha Joeya           | Penny Hearts Joey                   |
|                  |     |                             |                                     |
| 04.10.2009       | 10  | Bessy detektyw              | Ten Little Honeybees                |
| 04.10.2009       | 10  | Bąk                         | Toot Toot                           |
|                  |     |                             |                                     |
| 10.10.2009       | 11  | Ważki                       | Dragonflies                         |
|                  |     |                             |                                     |
| 11.10.2009       | 12  | Pacjenci                    | Bee Patients                        |
| 11.10.2009       | 12  | Pszczółką być               | To Bee or Not to Bee                |
|                  |     |                             |                                     |
| 17.10.2009       | 13  | Nocne wyprawy               | Night Howl                          |
| 17.10.2009       | 13  | Wielka Pszczółkini          | Hat Trick                           |
|                  |     |                             |                                     |
| 18.10.2009       | 14  | Ospa                        | Apoxalypse Now                      |
| 18.10.2009       | 14  | Goście w ulu                | Hive Jacked                         |
|                  |     |                             |                                     |
| 24.10.2009       | 15  | Problem z jedzeniem         | Ben Appetit                         |
| 24.10.2009       | 15  | Gracze                      | Dang It Feels Good to Be a Gamester |
|                  |     |                             |                                     |
| 25.10.2009       | 16  | Drugie imię                 | Name Shame                          |
| 25.10.2009       | 16  | Coś nie tak z tym toffikiem | Something’s Wrong With This Taffy   |
|                  |     |                             |                                     |
| 31.10.2009       | 17  | Ukryty talent Penny         | Eye of a Honeybee                   |
| 31.10.2009       | 17  | Święto dziękczynienia       | Thanksgiving Beenactment            |
|                  |     |                             |                                     |
| 01.11.2009       | 18  | Gdzie są moje okulary?      | Blindsided                          |
| 01.11.2009       | 18  | Hen i Bappy                 | Hen & Bappy                         |
|                  |     |                             |                                     |
| 07.11.2009       | 19  | Portret Happy’ego           | Portrait of a Happy                 |
| 07.11.2009       | 19  | Czy widzisz obraz?          | O Say Can Bess See                  |
|                  |     |                             |                                     |
| 13.11.2010       | 20  | Makramy                     | Macro Mayhem                        |
| 13.11.2010       | 20  | Ben chce lody               | Ben Screams for Ice Cream           |
|                  |     |                             |                                     |
| SERIA DRUGA      |     |                             |                                     |
|                  |     |                             |                                     |
| 29.07.2010       | 21  | Katatonia                   | Catatonic                           |
|                  |     |                             |                                     |
| 14.11.2010       | 22  | Jaka częstotliwość, Bessie? | What’s the Frequency Bessie?        |
| 14.11.2010       | 22  | Bądź miła                   | Bee Nice                            |
|                  |     |                             |                                     |
| 14.11.2010       | 23  | Brudny Happy                | Dirty Happy                         |
| 14.11.2010       | 23  | Wycieczka do Alcatraz       | Tour D’Alcatraz                     |
|                  |     |                             |                                     |
| 20.11.2010       | 24  | Włochata sprawa             | Hairy Situation                     |
| 20.11.2010       | 24  | Osoba towarzysząca          | B Plus One                          |
|                  |     |                             |                                     |
| 20.11.2010       | 25  | Zła pszczółka               | Bad to the Bee                      |
| 20.11.2010       | 25  | Ul ciemności                | Hive of Darkness                    |
|                  |     |                             |                                     |
| 21.11.2010       | 26  | Przygody pana Żółwiowskiego | Mr. Turtleton’s Wild Ride           |
| 21.11.2010       | 26  | Pirackie życie pszczoły     | A Pirate's Life for B               |
|                  |     |                             |                                     |
| 21.11.2010       | 27  | Pieski                      | Awww-esome                          |
| 21.11.2010       | 27  | Bessy na Rakarza            | Dogcatcher in the Rye               |
|                  |     |                             |                                     |
| 27.11.2010       | 28  | Pech                        | Rinx                                |
| 27.11.2010       | 28  | Bezsenność w San Francisco  | Sleepless in San Francisco          |
|                  |     |                             |                                     |
| 27.11.2010       | 29  | Palec i Wskazek             | Finger Pickin' Bad                  |
| 27.11.2010       | 29  | Higgenbottom 7              | Higgenbottom's 7                    |
|                  |     |                             |                                     |
| 28.11.2010       | 30  | Bracie kim jesteś?          | O Brother, What Are Thou?           |
|                  |     |                             |                                     |
|                  | 31  |                             | Stuffed Happens                     |
|                  |     |                             |                                     |
|                  | 32  |                             | Gorillas in the Midst               |
|                  |     |                             |                                     |
|                  | 33  |                             | It's B's Party                      |
|                  | 33  | B-Chip                      |                                     |
|                  |     |                             |                                     |
|                  | 34  |                             | The Old Bee and the Sea             |
|                  | 34  | One Million Years Bee C.    |                                     |
|                  |     |                             |                                     |
|                  | 35  |                             | The Bone Identity                   |
|                  | 35  | Grumpy Old Bees             |                                     |
|                  |     |                             |                                     |
|                  | 36  |                             | Space Evaders                       |
|                  | 36  | Yips                        |                                     |
|                  |     |                             |                                     |
|                  | 37  |                             | Children of the Unicorn             |
|                  | 37  | My Way or the Bee Way       |                                     |
|                  |     |                             |                                     |
|                  | 38  |                             | Public Enembee                      |
|                  | 38  | Bang the Drum Timely        |                                     |
|                  |     |                             |                                     |
|                  | 39  |                             | The League of Ordinary Gentlemen    |
|                  | 39  | Irritable Bowling Syndrome  |                                     |
|                  |     |                             |                                     |
|                  | 40  |                             | Bess-E                              |
|                  | 40  | C'mon Get Happy!            |                                     |
|                  |     |                             |                                     |